# Col Cognac
Der Col Cognac ist ein Gebirgspass in der östlichen Sahara, im Tibesti. Die Passhöhe liegt auf 1197 m im Tschad.
Der Col Cognac wurde in den Jahren 1955 bis 1958 zusammen mit mehreren anderen Gebirgsübergängen im Tibesti von Pionieren der französischen Fremdenlegion ausgebaut, um von Kraftfahrzeugen befahren werden zu können. Diese Übergänge liegen an der gut 100 km langen Straße zwischen den Oasen Zoui und Aouzou im Norden dieses Gebirges. Damals erhielten diese Pässe auch ihre französischen Namen, sie wurden von den Soldaten scherzhaft nach unterschiedlichen Likören benannt (vgl. Col Pastis, Col Framboise). Beim Bau dieser Straße, deren „steile Pässe“ in „waghalsiger Linienführung mit zahlreichen Haarnadelkurven“ überwunden wurden, musste die Piste teilweise „in die Basalthänge eingesprengt und mit Stützmauern gesichert“ werden.